# 基輔號航空母艦
基輔號航空母艦（俄语：«Киев»）是一艘隸屬於前蘇聯海軍的航空母艦，也是一系列基輔級航空母艦的第一艘，作為首級艦，当时以苏维埃烏克蘭首府基輔命名。1970年在黑海尼古拉耶夫造船廠開工，兩年後下水，5年後服役，也就是1975年，它設有4.5度的斜角甲板，右舷中部配置有大型艦橋，但是沒有發射機或著艦制動裝置。服役期間曾經是北方艦隊旗艦。
1985由于在作战训练中成绩突出而荣膺红旗勋章。蘇聯解體后，由俄羅斯接手該艦，但由於蘇聯解體后俄罗斯經濟實力不足无法维持，最終於1993年退役。
1996年，出售给中國一家公司，存放於天津，成為天津濱海航母主題公園。2011年5月起改建為航母酒店，總面積約六千平方米，在2012年1月1日試營運，成為中國首家航母酒店。

## 註释
1. 1 2 3 4 5 6 7 8  .   [2013年1月30日]. （原始内容存档于2013年1月22日）.
2. 1 2  . 中国网. 2008年12月29日. （原始内容存档于2019年7月21日）.
3. ↑  .   [2017-03-14]. （原始内容存档于2017-03-14）.
4. ↑  . 2012年1月1日  [2012年8月27日]. （原始内容存档于2016年3月17日）.

## 外部連結
- （俄文）基輔號的歷史 （页面存档备份，存于）
- （英文）蘇聯航母發展史
- （俄文）基輔級航空母艦 （页面存档备份，存于）
- （英文） （页面存档备份，存于） - FAS中關於基輔號的文章
- （英文）MaritimeQuest Kiev pages （页面存档备份，存于）

39°09′19″N 117°48′30″E / 39.15528°N 117.80833°E